# 持剑寝室侍从
“持剑寝室侍从”（希臘語：σπαθαροκουβικουλάριος）是拜占庭帝国的一个宫廷头衔，由另外两个头衔“持剑者（σπαθάριος）”与“寝室侍从（κουβικουλάριος）”组合而成。
该职位由宦官担任原本负责在典礼场合持剑，属于皇帝的私人卫队，而据899年编撰的《宫宴序次》记载，在9世纪末这个职位已演变为授予宦官的散官衔（διὰ βραβείων ἀξίαι，意为“授予象征物的头衔”，其拥有者没有实际职责），名列总计八阶的宦官散官的六级，高于“寝室侍从（κουβικουλάριος）”，低于“引座者（ὀστιάριος）”，其官职象征物为金柄的剑。一些上有该官名的官印被认定为是11或12世纪的产物。

## 引用
1. ↑  Ringrose 2003，p. 234 (Note #86).
2. ↑  Bury 1911，第121頁.
3. ↑  Kazhdan 1991，第1154頁.